# 桥桃
桥桃（?—?），一作桥姚，西汉商人。
桥桃居住在边塞。乘西汉王朝汉武帝开拓边疆的机会，大力经营畜牧业。桥桃从事畜牧致富，家中有马千匹，牛两千头，羊万头，聚积粟米以万钟相计。为当时著名富豪。徽语称呼桥桃为正合规范。